# Гибридный компьютер
Гибридный компьютер, гибридная вычислительная машина, аналого-цифровая система — вид гибридной вычислительной системы (ГВС), сочетающий в себе свойства аналоговых и цифровых вычислительных устройств.

## История
Появление гибридных вычислительных систем было сопряжено с тем, что для ряда возникающих в технике задач моделирования сложных систем ни аналогового, ни цифрового методов не хватило.
Таковыми задачами стали:
- Автоматическое управление быстро движущимися объектами;
- Оптимизация систем управления;
- Тренажёры авиационной, в особенности боевой техники.

Цифровые машины соответствующей эпохи[когда?] не имели достаточного быстродействия для обработки возникающих массивов данных в реальном времени, а аналоговые машины не позволяли достичь всего возможного разнообразия моделируемых ситуаций.
Поэтому было найдено решение разделить вычислительный процесс на несколько классов операций, после чего возложить наиболее сложную функциональную обработку сигналов на аналоговые модули системы, а алгоритмы принятия решений, сценарии и задание начальных и конечных условий — на цифровые модули.
Всё это позволило снизить затраты вычислительной мощности применяемых ЦВМ и повысить быстродействие получившихся гибридных систем.

## Отличительные особенности
В гибридной вычислительной системе устранены многие недостатки, свойственные каждому из типов вычислительных машин в отдельности, и объединены такие преимущества, как:
- высокая точность и быстродействие;
- многообразие возможностей управления и программирования, присущее цифровым системам;
- непосредственное взаимодействие с контролируемой и управляемой аппаратурой, присущее аналоговым системам.
- отсутствие в критичных узлах дополнительных преобразований физических величин и обусловленных этим временных задержек и погрешностей дискретизации.
- сравнительно малое количество простых элементов, реализующих сложные функциональные зависимости, присущее аналоговым системам.

## Архитектура
Для взаимодействия аналоговых и цифровых узлов ГВМ применяются специальные устройства преобразования, в частности, аналогово-цифровой преобразователь (АЦП) и цифро-аналоговый преобразователь (ЦАП), управляемые усилители, коммутаторы и т. п.
Гибридные вычислительные системы строятся из следующих элементов:
- Блоки АВМ и ЦВМ
- Преобразователи представления величин
- Устройства внутрисистемной связи
- Периферийное оборудование

Эффективный гибридный комплекс может быть создан только в результате тщательного исследования предметной области, уточнения всех особенностей применения и детального анализа типичных задач. Поэтому говорить о какой-то единой архитектуре гибридных вычислительных систем в корне неверно.

## Классификация
Гибридные вычислительные машины, как и аналоговые, можно разделить на две основных группы:
- Специализированные — гибридные системы, рассчитанных на решение только одного класса задач, однако позволяющих делать это с максимальной эффективностью.
- Универсальные — гибридные системы, ориентированные на решение широкого класса задач. Построение таких систем означает написание специализированных программ под соответствующее оборудование и специальных программ, обслуживающих связь машин в единый комплекс, а также автоматизирующих процесс подготовки и постановки задач на едином языке программирования комплекса.

Также различают аналого-ориентированные, цифро-ориентированные и сбалансированные гибридные вычислительные системы.
- В аналого-ориентированных системах цифровой блок (блоки) используется как дополнительное внешнее устройство к основной АВМ. Использование ЦВМ в качестве периферийного узла подготовки и преобразования данных существенно повышает мощность и функциональные возможности аналоговой части гибридной системы.
- В цифро-ориентированные системы являются АВМ с цифровым управлением и логикой, они строятся на аналоговой вычислительной и дискретной логических сетях так, что аналоговая сеть реализует условия задачи, а дискретная поиск решений. АВМ моделирует элементы реального оборудования (в том числе и с участием реальных деталей оного), а также служит для многократного выполнения функционально сложных подпрограмм и задач (решение уравнений в частных производных, обращение матриц, генерации непрерывных функций), тем самым значительно экономя вычислительную мощность цифрового модуля.
- Сбалансированные системы самые мощные. Они как правило состоят из универсальных цифровых и универсальных аналоговых вычислительных машин. При этом каждая из частей системы может функционировать автономно.

### Типы
- Время-импульсный компьютер[3]
- Частотно-импульсный компьютер[4]

## Применение
Гибридными системами эффективно решаются следующие основные группы задач:
- Моделирование в реальном масштабе времени автоматических систем управления, содержащих как аналоговые, так и цифровые устройства;
- Воспроизведение в реальном масштабе времени процессов, содержащих высокочастотные составляющие и переменные, изменяющиеся в широком амплитудном и частотном диапазоне;
- Статистическое моделирование;
- Моделирование биологических систем;
- Решение уравнений в частных производных;
- Оптимизация систем управления.

### Моделирование в реальном времени
Одна из типичных задач первой группы — моделирование системы управления прокатного стана. В этом случае аналоговая вычислительная машина воспроизводит динамику процессов в самом стане, а управляющая машина моделируется ЦВМ общего назначения со специальной программой. Кратковременность переходных процессов в приводах станов и взаимосвязь большого числа величин при попытке смоделировать их целиком на ЦВМ в реальном масштабе времени потребовали бы применения сверхбыстродействующих ЦВМ, при этом точность моделирования наиболее критичных, быстрых процессов, определялась бы прежде всего погрешностями дискретизации.
Этот класс задач типичен для управления военными объектами, например, системами ПВО или военным соединением.

### Управление движущимся объектом
Вторая группа включает в себя две подгруппы задач:

#### Задачи самонаведения
Для них характерно то, что траектория движения формируется в процессе самого движения как результат управляющих и внешних воздействий. По мере приближений объекта к цели скорость изменения некоторых параметров становится столь велика, что использование чисто цифровых решений требует сверхвысокого быстродействия, а чисто аналоговое решение не способно охватить большой динамический диапазон измеряемых величин с приемлемой точностью. Кроме того, аналоговая машина может корректно обработать не всякую «пограничную» ситуацию.
В этом случае гибридная система позволяет скомпенсировать недостатки обеих технологий и «выкрутиться» из нештатных состояний.

#### Комплексные тренажёры
Построение вычислительной части комплексных тренажёров показало, что наибольшая точность моделирования достигается, если уравнения движения вокруг центра тяжести возлагаются на аналоговую часть, а движением центра тяжести в пространстве и всеми кинематическими соотношениями занимается цифровая машина.

### Стохастические процессы
К этой группе принято относить задачи, решаемые обработкой результатов многократной реализации случайного процесса.
Примеры:
- Решение многомерных уравнений в частных производных методом Монте-Карло
- Решение задач стохастического программирования
- Нахождение особых точек, экстремумов функций многих переменных.

Реализация случайного процесса аналоговой машиной во-первых, не требует пропорционального возрастания энергетических затрат при повышении быстродействия, а во-вторых, позволяет (в отличие от цифровых алгоритмов) снизить повторяемость генерируемых последовательностей, особенно при очень большой их длине.
Быстродействующая АВМ работает при этом в режиме многократного повторения решения, а обработка полученных на её выходах результатов, обработка граничных условий, вычисление функционалов — возлагается на ЦВМ. Кроме того, именно ЦВМ задаёт критерии и по ним определяет окончание обсчёта.
Гибридные решения позволяют сократить время решения задач такого типа на несколько порядков по сравнению с чисто цифровыми алгоритмами, а также, в ряде случаев, без существенных затрат повысить надёжность получаемых результатов.

### Биологические системы
Близкие по эффективности результаты достигаются при исследовании гибридными системами процессов распространения возбуждения в биологических системах. Специфика данного вида задач, даже в их простейшем варианте, моделирование такой среды состоит в построении сложной нелинейной системы уравнений в частных производных.

### Оптимизация управления
Решение задач оптимального управления при применении к объектам выше третьего порядка сталкивается с принципиальными трудностями.
Особенно возрастают сложности моделирования и получения решения, если оптимальное управление требуется искать на работающей системе.
Именно гибридные вычислительные системы позволяют устранить или хотя бы минимизировать эти трудности. Для этого с помощью ГВМ реализуют такие методы, как принцип максимума Понтрягина, чрезвычайно сложные в вычислительном отношении.

### Частные производные
ГВМ эффективно применяются также в задачах, где главным является построение и решения нелинейных уравнений в частных производных.
Это могут быть как задачи анализа, так и задачи оптимизации и идентификации.
Примеры задач оптимизации:
- Подбор теплопроводного материала для заданного распределения температур по нелинейности его характеристик;
- Выбор геометрии летательных аппаратов для получения требуемых аэродинамических характеристик;
- Вычисление необходимого распределения толщины испаряющегося слоя, предохраняющего космические корабли от перегрева при входе в плотные слои атмосферы;
- Оптимизация системы подогрева летательного аппарата, предотвращающей обледенение с минимальными затратами на собственно подогрев;
- Расчёт ирригационной сети и установление оптимальных расходов в каналах оной.

При решении этих задач ЦВМ соединяется с сеточной моделью, многократно используемой в процессе решения.

## Современное состояние
Рост вычислительной мощности микропроцессоров на несколько порядков, миниатюризация цифрового оборудования снизили потребность в построении гибридных систем для большинства описанных задач, и в настоящее время гибридные решения могут сохранять применение:
- при решении узкоспециализированных научных задач
- в системах управления миниатюрными летательными аппаратами
- в системах связи для роботов.[5]

## Серийные модели
Экстре́ма — семейство настольных гибридных вычислительных систем. По быстродействию и способу набора условий машины этого семейства близки к аналоговым вычислительным машинам. Последние модели были построены на базе аналогового процессора с дополнительными системами задания начальных значений переменных. Для управления вычислительным процессом использовалось устройство визуального отображения и устройство измерения и контроля условий задачи, формирования временны́х и тактовых сигналов. Использовались для решения систем нелинейных алгебраических и трансцендентальных уравнений, систем конечных неравенств, систем обыкновенных и нелинейных дифференциальных уравнений с заданными начальными условиями, отыскания координат максимума и минимума функции многих переменных с различными ограничениями, задач нелинейного программирования и др. Основные характеристики последних моделей:
- число функциональных преобразователей — 128
- количество искомых переменных — 16
- количество рассматриваемых уравнений и неравенств — 20
- максимальный порядок систем дифференциальных уравнений — 16

## Проблемы
Помимо преимуществ «разделения труда», гибридные вычислительные системы имеют свои собственные трудности проектирования, отсутствующие как в цифровом, так и в аналоговом оборудовании.
Главной проблемой являются погрешности дискретизации:
- временна́я задержка аналого-цифрового преобразователя, ЦВМ и цифро-аналогового преобразователя;
- ошибка округления в аналого-цифровом и цифро-аналоговом преобразователях;
- ошибка неодновременности выборки аналоговых сигналов на аналого-цифровой преобразователь
- ошибка неодновременной выдачи цифровых сигналов на цифро-аналоговый преобразователь
- ошибки, связанные с дискретным характером выдачи результатов с выхода ЦВМ.

Так как в гибридных системах происходит многократный двусторонний обмен данными между аналоговой и цифровой частями, то переменная величина временной задержки, вносимой программной обработкой, может привести к возникновению непредусмотренной моделью нелинейной обратной связи. При работе ЦВМ с АЦП и ЦАП преобразователями это не вызывает столь существенных проблем, а в гибридной вычислительной системе это может приводить к потере устойчивости и нарушить работоспособность всей системы.
Для оценки погрешности конкретного комплекса требуется чрезвычайно сложный анализ первичных погрешностей оборудования и вносимых преобразованиями вторичных погрешностей. Без этого невозможна разработка точных вычислительных комплексов.
Несмотря на то, что первичные погрешности АВМ и ЦВМ, из которых строятся гибридные системы, достаточно хорошо изучены, проблема оценки погрешности при решении с помощью гибридного комплекса нелинейных задач ещё не разрешена.

## Заблуждения
В литературе встречаются случаи ошибочного отнесения к гибридным вычислительным системам аналоговых вычислительных машин, имеющих отдельные элементы дискретной логики:
- АВМ с параллельной логикой
- АВМ с цифровым программным управлением
- АВМ с многократным использованием решающих элементов, снабженные запоминающим устройством.

Следует заметить, что такие вычислительные машины сохраняют аналоговое представление как основное, а цифровые элементы несут исключительно вспомогательные функции.